# 北大镇
北大镇是中华人民共和国海南省万宁市下辖的一个镇。

## 行政区划
北大镇下辖以下村级行政区划单位：
中兴村、文才竹村、下三村、映田村、尖岭村、北大村、六角岭村、大发村、大堀村、民丰村、联群村、军田村、坚西村、军山村、山牛田村、丰丹村、红星村、内罗村、坚东村和北大镇农场。